# Sarakin
Sarakin (サラ金) é um termo japonês para um agiota legal que faz empréstimos não garantidos a juros altos. É uma contração das palavras japonesas para salaryman e empréstimo (kin'yu (金融)). Um agiota ilegal que cobra taxas de juros maiores que o máximo permitido legalmente é chamado de yamikin, uma abreviação para Finanças Negras (Yami Kinyu) sendo que muitos deles emprestam a 10% por 10 dias.

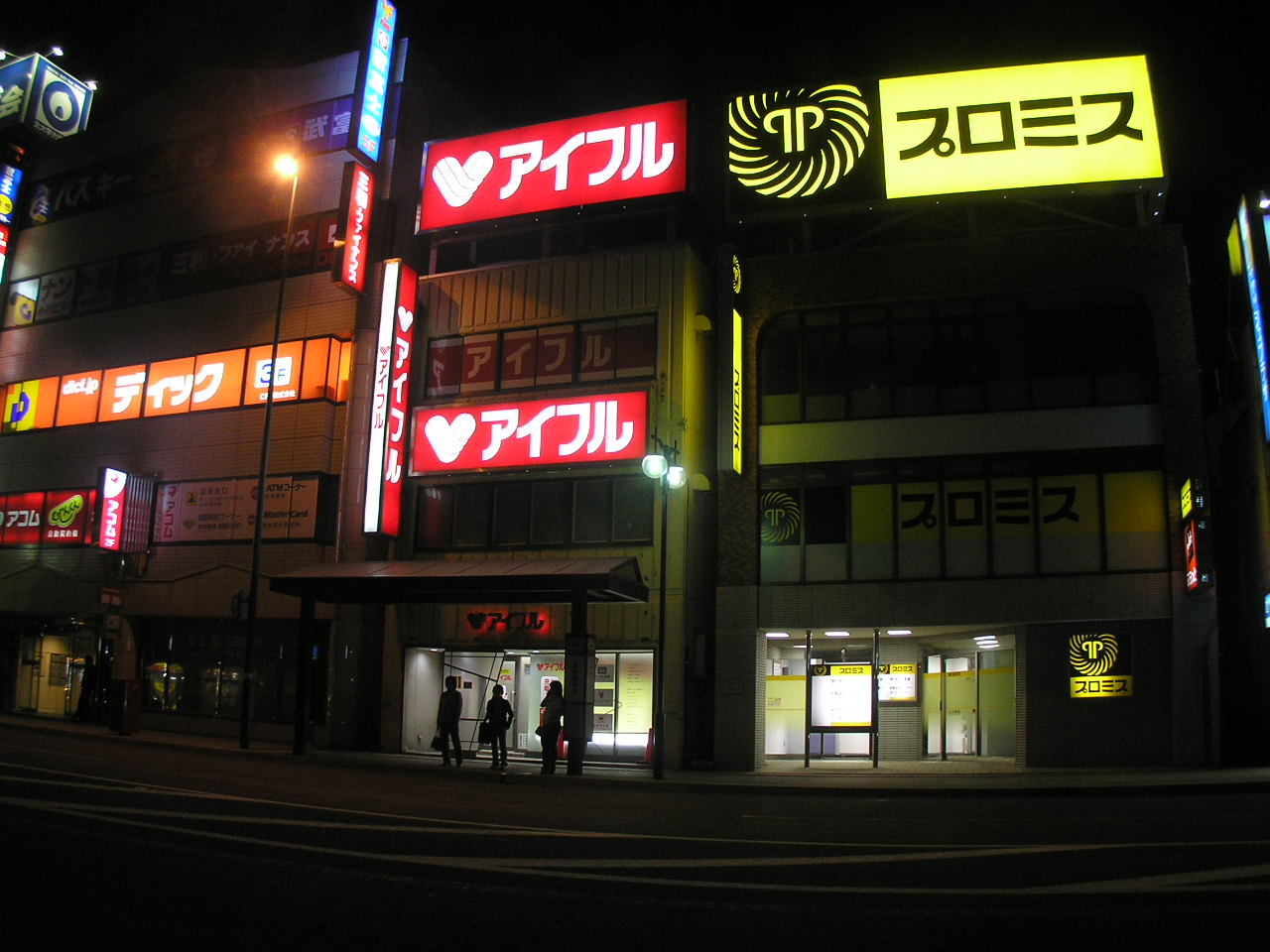
Sarakin, Hokkaido

Por volta de 14 milhões de pessoas, ou 10% da população japonesa, pegaram dinheiro emprestado de um sarakin. No total, há cerca de 10 000 firmas (abaixo das 30 000 uma década atrás). No entanto, as sete maiores firmas correspondem a 70% do mercado. O valor do total de empréstimo em curso é de R$ 100 bilhões. Os maiores  sarakin são conhecidos publicamente e muitas vezes aliados com os grandes bancos.
O sarakin preenche um nicho importante na sociedade japonesa. O empréstimo aos consumidores e pequenos negócios há muito tempo tem sido um ponto fraco do sistema financeiro japonês. Embora a economia tradicionalmente tenha sido dominada pelos bancos, os bancos preferiam emprestar a grandes empresas com fortes garantias (terras e propriedades) ao invés de indivíduos ou pequenas empresas. As técnicas de avaliação de risco de crédito subdesenvolvidas dos bancos também restringiram a entrada deles no consumo e no financiamento de pequenos negócios. Assim, onde os consumidores pegarem emprestado de um banco é considerado vergonhoso e muitas vezes exige um fiador, as dívidas do sarakin podem ser tão pequenas quanto $ 100, os tomadores precisam de identificação mas não de garantia, e as transações em quiosques parecidos com caixas automáticos levam apenas alguns minutos. As taxas dos empréstimos costumam ser de até 29,2%, dado que as taxas de juros oficiais estão próximas a zero. Após um protesto sobre os altos níveis de dívidas e táticas de repagamento, uma lei em 2006 limitou as taxas de juros em 20% em 2010 e regulou os métodos de cobrança. Os empréstimos também não era permitidos exceder a um terço de um salário anual.

## Problemas com agiotas
As técnicas rigorosas e muitas vezes violentas de cobrança praticadas pelos sarakin, combinadas com a importância da cultura de poupança, levaram muitos donos de pequenos negócios a se desesperar e se suicidar no Japão alcançando uma das maiores taxas no mundo. Muitos sarakin costumavam ser afiliados a grupos do crime organizado (yakuza) e escândalos estouraram no início da década de 1980, devido a seus métodos controversos métodos de cobrança, tais como aparecer em funerais ou casamentos para exigir dinheiro ou usar um megafone em frente de casas, escolas ou locais de trabalho. Essas ações levaram ao termo sarakin-jigoku, ou "inferno do agiota", ser cunhado pela mídia e a legislação que definiu o código de conduta para a cobrança de dinheiro.

## Lista de empresas
- Acom
- Aiful
- Takefuji
- Sumitomo Mitsui Banking Corporation